# Daniel Cosgrove
Daniel Cosgrove (New Haven, 12 dicembre 1970) è un attore statunitense.
Noto soprattutto per il ruolo di Scott Chandler in La valle dei pini, di Matt Durning in Beverly Hills 90210, di Bill Lewis II in Sentieri, di Christopher Hughes II in Così gira il mondo e per il ruolo di Aiden Jennings in Il tempo della nostra vita.

## Biografia
Debutta nel 1998 con un piccolo ruolo nel film L'oggetto del mio desiderio, dopo aver lavorato per diversi anni in una popolare soap opera statunitense La valle dei pini nel ruolo di Scott Chandler dal 1996 al 1998, Cosgrove si unisce al cast di Beverly Hills 90210 nel 1998, nel ruolo di Matt Durning rimanendo fino al 2000. Dopo aver lavorato nella soap opera Sentieri nel ruolo di Bill Lewis III dal 2002 al 2005 ed essere apparso in diverse pellicole come Valentine - Appuntamento con la morte e Maial College, nel 2006 è entrato a far parte del cast di Dirty Sexy Money, nel ruolo ricorrente di Freddy Mason. Nel 2007 torna nel ruolo di Bill Lewis II in Sentieri rimanendo fino al 2009. Ritorna nel ruolo di Scott Chandler dal 2010 al 2011 in La valle dei pini. Nel 2010 interpreta Christopher Hughes II nella soap opera Così gira il mondo. Nel 2014 entra nel cast della soap opera Il tempo della nostra vita nel ruolo di Aiden Jennings restando fino al 2016. Nel 2025 entra nel cast della soap opera General Hospital nel ruolo di Ezra Boyle.

## Filmografia

### Cinema
- L'oggetto del mio desiderio (The Object of My Affection), regia di Nicholas Hytner (1998)
- Lucid Days in Hell, regia di John Brenkus (1999)
- Artie, regia di Matt Berman (2000)
- Valentine - Appuntamento con la morte (Valentine), regia di Jamie Blanks (2001)
- Invasion X (They Crawl), regia di John Allardice (2001)
- Maial College (Van Wilder), regia di Walt Becker (2002)
- Mattie Fresno and the Holoflux Universe, regia di Phil Gallo (2007)
- Party Legends, Pledges and 'Bull'-ies (2007) - cortometraggio
- Jeremy Fink and the Meaning of Life, regia di Tamar Halpern (2011)

### Televisione
- La valle dei pini (All My Children) - soap opera, 84 episodi (1996-1998, 2010-2011)
- Beverly Hills 90210 - serie TV, 50 episodi (1998-2000)
- Scuola diabolica per ragazze (Satan's School for Girls), regia di Christopher Leitch (2000) - film TV
- The Way She Moves, regia di Ron Lagomarsino (2001) - film TV
- All Souls - serie TV, 5 episodi (2001)
- Sentieri (Guiding Light) - soap opera, 267 episodi (2002-2009)
- In Justice - serie TV, 13 episodi (2006)
- Dirty Sexy Money - serie TV, 7 episodi (2007)
- The Forgotten - serie TV, episodio 1x06 (2009)
- Così gira il mondo (As the World Turns) - soap opera, 50 episodi (2010)
- Steambot - episodio pilota scartato (2010)
- The Good Wife - serie TV, episodio 1x12 (2011)
- Unforgettable - serie TV, episodio 1x13 (2012)
- Person of Interest - serie TV, episodio 3x04 (2013)
- Il tempo della nostra vita (Days of Our Lives) - soap opera, 139 episodi (2014-2016)
- Elementary - serie TV, episodio 5x04 (2016)
- Law & Order: Special Victims Unit - serie TV, episodio 18x10 (2017)
- Billions - serie TV, 7 episodi (2021)
- Blue Bloods - serie TV, 2 episodi (2021)
- You - serie TV, 7 episodi (2018)
- Bull - serie TV, episodio 6x02 (2021)
- General Hospital - soap opera (2025-in corso)

## Doppiatori italiani
Nelle versioni in italiano delle opere in cui ha recitato, Daniel Cosgrove è stato doppiato da:
- Giorgio Borghetti in The Good Wife, Billions (st. 2-5), Bull
- Stefano Crescentini in In Justice, Dirty Sexy Money
- Fabrizio Vidale in Valentine - Appuntamento con la morte
- Roberto Gammino in Maial College
- Niseem Onorato in Beverly Hills, 90210 (9ª stagione)
- Francesco Bulckaen in Beverly Hills, 90210 (10ª stagione)
- Francesco Pezzulli in Scuola diabolica per ragazze
- Simone D'Andrea in Sentieri
- Giuliano Bonetto in Person of Interest
- Marco Vivio in Billions (ep. 1x01)
- Fabrizio Russotto in Blue Bloods
- Alessio Cigliano in You